# 송도미래로
송도미래로(Songdomirae-ro)는 인천광역시 연수구 송도동에 있는 도로로, 총 연장은 1.560 km이다. 도로의 명칭이 유래된 것은 세계화되는 송도의 미래상을 반영하였기 때문이다.

## 역사
- 2012년 5월 22일 : 도로명으로 송도미래로를 고시

## 주요 경유지
- 연수구
  - 송도1동 - 송도3동

## 접촉하는 도로
- 직결 : 아카데미로
- 교차 : 송도국제대로, 송도바이오대로

## 주요 건물 및 시설
- 비알씨 연구소 (송도미래로 9/송도동 203-3)
- 올림푸스 한국의료트레이닝센터 (송도미래로 10/송도동 213-1)
- 극지연구소 (송도미래로 26/송도동 213-3)
- 송도 BRC 스마트밸리 지식산업센터 (송도미래로 30/송도동 214)
- 에이티아이 기술연구소 (송도미래로 41/송도동 206-5)
- 영진정공 (송도미래로 43/송도동 206-2)
- 오덱 (송도미래로 106/송도동 218-4)
- 생활폐기물자동집하처리시설 (송도미래로 117/송도동 210-4)
- 앰코테크놀로지코리아 (송도미래로 150/송도동 220)